# ولیوواراناگولا
ولیوواراناگولا (به لاتین: Weliwaranagolla) یک منطقهٔ مسکونی در سری‌لانکا است که در استان مرکزی (سری‌لانکا) واقع شده‌است.